# Mesitylen
Mesitylen (1,3,5-Trimethylbenzol) ist ein mit drei Methylgruppen substituiertes Benzol und damit ein Alkylbenzol und ein aromatischer Kohlenwasserstoff. Es gehört mit seinen Isomeren Hemellitol (1,2,3-Trimethylbenzol) und Pseudocumol (1,2,4-Trimethylbenzol) zur Stoffgruppe der Trimethylbenzole und auch zur Gruppe der C3-Benzole.

## Geschichte
Mesitylen wurde erstmals im Jahre 1837 von dem irischen Chemiker Robert Kane hergestellt, indem er Aceton mit konzentrierter Schwefelsäure erhitzte. Er nannte die neue Substanz „Mesitylen“, weil der deutsche Chemiker Carl Reichenbach Aceton „Mesit“ (nach griechisch μεσίτης ‚der Mediator‘) genannt hatte; und Kane war der Ansicht, dass seine Reaktion Mesit entwässert hatte, mit einer Umwandlung in ein Alken, dem „Mesitylen“. Doch Kanes Bestimmung der chemischen Zusammensetzung des Mesitylens war nicht zutreffend. Die korrekte empirische Formel wurde von August Wilhelm von Hofmann im Jahre 1849 gefunden. Im Jahre 1866 zeigte Adolf von Baeyer, dass die Struktur des Mesitylens mit der von 1,3,5-Trimethylbenzol übereinstimmt. Der schlüssige Beweis, dass Mesitylen identisch mit 1,3,5-Trimethylbenzol war, wurde von Albert Ladenburg im Jahre 1874 erbracht.
Von Mesitylen leiten sich namentlich und strukturell unter anderem die Verbindungen Mesitol (2,4,6-Trimethylphenol) und Mesidin (2,4,6-Trimethylanilin) ab.

## Vorkommen und Darstellung
Mesitylen kommt in Petroleum und Steinkohlenteer vor. Es wird aus Aceton über Destillation mit Schwefelsäure gewonnen.

## Eigenschaften

### Physikalische Eigenschaften
Mesitylen ist eine farblose Flüssigkeit mit einem Schmelzpunkt von −45 °C und bei Normaldruck einem Siedepunkt von 165 °C. Die Dampfdruckfunktion ergibt sich nach Antoine entsprechend log10(P) = A−(B/(T+C)) (P in bar, T in K) mit A = 4,19927, B = 1569,622 und C = −63,572 im Temperaturbereich von 354,64 bis 438,87 K. Es hat einen ölig aromatischen Geruch. In Wasser ist es nahezu unlöslich; in Benzol, Ether und Ethanol ist es gut löslich.

### Sicherheitstechnische Kenngrößen
Mesitylen bildet oberhalb der Flammpunktstemperatur entzündliche Dampf-Luft-Gemische. Die Verbindung hat einen Flammpunkt bei 44 °C. Der Explosionsbereich liegt zwischen 0,96 Vol.‑% (48 g/m3) als untere Explosionsgrenze (UEG) und 7,3 Vol.‑% (365 g/m3) als obere Explosionsgrenze (OEG). Entsprechend der Dampfdruckfunktion ergibt sich ein unterer Explosionspunkt von 39 °C. Die Grenzspaltweite wurde mit 0,98 mm bestimmt. Es resultiert damit eine Zuordnung in die Explosionsgruppe IIA. Die Zündtemperatur beträgt 550 °C. Der Stoff fällt somit in die Temperaturklasse T1.

## Verwendung
Mesitylen wird als Lösungsmittel für Harze und Gummi sowie zur organischen Synthese (zum Beispiel von Antioxidantien) verwendet. Durch Reaktion mit Sulfurylchlorid und Aluminiumchlorid kann Mesitylensulfochlorid gewonnen werden.

## Gesundheitsgefahren
Inhalation und Verschlucken führen zu Schläfrigkeit, Kopfschmerzen, Husten, Mattigkeit und Halsschmerzen. Der Stoff reizt die Haut (sie wird durch den Stoff entfettet), Augen und Atmungsorgane. Die Dämpfe wirken dazu in höherer Konzentration narkotisierend.